# Дынга, Валентин Иванович
Валентин Иванович Дынга (рум. Valentin Dânga; 14 июля 1951, Мындрешты — 27 февраля 2014, Кишинёв) — композитор, исполнитель, аранжировщик. Заслуженный деятель искусств Молдавской ССР (1991), Народный артист Республики Молдова (2010). Аранжировщик гимна Республики Молдова. Лауреат Национальной премии Республики Молдова (2002, Правительство Молдавии).

## Биография
Родился в селе Мындрешты Теленештского района Молдавской ССР. Выпускник кишинёвского института искусств им. Г. Музическу (1982—1987). Валентин Дынга является аранжировщиком гимна Республики Молдова (1995 год).
Свою творческую деятельность начал в 70-х художественным руководителем ансамбля «Букурия», сотрудничал с музыкальным коллективом «Поющие гитары». В 1991 году получил звание «Магистр искусств».
В 1974 году дебютировал на студии «Телефильм-Кишинэу» как композитор документальной картины «Мой город, Кишинев».
В. И. Дынга написал значительное количество музыки к театральным постановкам и кинофильмам, среди них:
- Телефильм-Кишинев (1974)
- Молдова, родительский дом (1983)
- Fântânarii (1983)
- Дионис дом («Телефильм-Кишинев», 1980)
- Подвал Республика (1984)
- Монолог о жизни (1987)
- Подготовка к экзаменам («Молдова-фильм», 1976)
- Старик коня водил («Молдова-фильм», 1980)
- Переходный возраст (1981)
- Одинокий автобус под дождём (1986)
- Кто войдёт в последний вагон (1986)
- Без надежды надеюсь (1989)

Анимация:
- Гайдук (1985)
- Леди и джентльмены (1986)
- Руксандра (1987)
- Дым (1988)
- В вопросе (1988)
- Все цвета (1989)

На Республиканском кинофестивале «Серебряный аист» получил диплом «За оригинальную музыку к документальному фильму» — «Колодезных дел мастер» и «Молдова, родительский дом». (1984)
Валентин Иванович Дынга неоднократно был членом жюри престижных конкурсов — национальный конкурс финала «Евровидения», «Звезда Кишинев-2003».
Скончался 27 февраля 2014 года на 63-м году жизни в больнице г. Кишинева. На протяжении многих лет страдал от подагры.

## Нотные издания
- «Окий тэй, Молдовэ». Кулеӂере де музикэ фолк. Кишинёв, изд. «Литература Артистикэ», 1982 г.